# Саламаново
Саламаново или Саламанли (на гръцки: Γαλλικός, Галикос, катаревуса: Γαλλικόν, Галикон, до 1926 година Σαλαμανλή, Саламанли) е село в Егейска Македония, Гърция, дем Кукуш, област Централна Македония с 1135 жители (2001).

## География
Селото е разположено южно от Кукуш (Килкис), в Солунското поле.

## История
На 500 m източно от железопътната линия и от селото е открито праисторическо селище от късната бронзова и желязната епоха, обявено в 1987 и 1996 година за защитен паметник.

### В Османската империя
В XIX век Саламаново е българско село в каза Аврет Хисар (Кукуш) на Османската империя. В „Етнография на вилаетите Адрианопол, Монастир и Салоника“, издадена в Константинопол в 1878 година и отразяваща статистиката на населението от 1873 година, Салманово (Salmanovo) е посочено като селище в каза Аврет Хисар (Кукуш) с 36 домакинства, като жителите му са 162 българи. Според статистиката на Васил Кънчов („Македония. Етнография и статистика“) в 1900 година селото има 150 жители, всички българи християни.
Населението на селото е под върховенството на Българската екзархия. По данни на секретаря на Екзархията Димитър Мишев („La Macédoine et sa Population Chrétienne“) в 1905 година Саламаново (Salamanovo) е село в Кукушка каза с 240 души българи екзархисти.
При избухването на Балканската война в 1912 година 3 души от Саламаново са доброволци в Македоно-одринското опълчение.

### В Гърция
След Междусъюзническата война в 1913 година селото попада в Гърция. В 1926 година името на селото е променено на Галикон по името на наблизо минаващата река Галик.
| Име     | Име     | Ново име | Ново име | Описание                                                    |
| ------- | ------- | -------- | -------- | ----------------------------------------------------------- |
| Кавакли | Καβακλή | Левконас | Λευκώνας | възвишение на СЗ от Саламаново и на Ю от Каваклия (138,5 m) |